# Tourouvre au Perche
Tourouvre au Perche is een gemeente in het Franse departement Orne (regio Normandië). De plaats maakt deel uit van het arrondissement Mortagne-au-Perche. Tourouvre au Perche is op 1 januari 2016 ontstaan door de fusie van de gemeenten Autheuil, Bivilliers, Bresolettes, Bubertré, Champs, Lignerolles, La Poterie-au-Perche, Prépotin, Randonnai en Tourouvre. De gemeente telde 2.989 inwoners op 1 januari 2022.

## Geografie
De oppervlakte van Tourouvre au Perche bedroeg op 1 januari 2022 93,76 vierkante kilometer; de bevolkingsdichtheid was toen 31,9 inwoners per km².

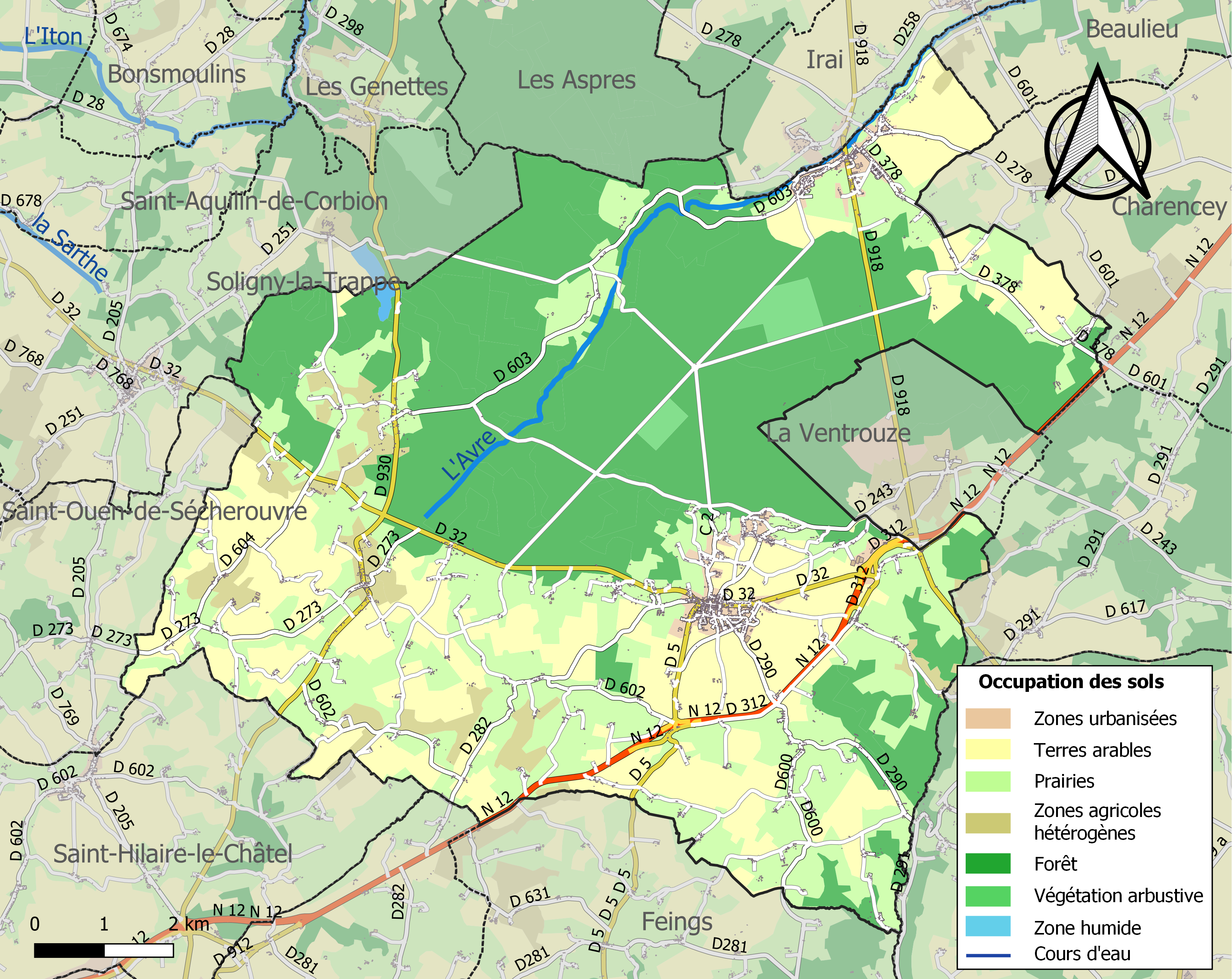
Kaart van de gemeente met belangrijkste infrastructuur, bodemgebruik en omliggende gemeenten